# Theofilos Kouroupīs
Theofilos Kouroupīs (in greco Θεόφιλος Κουρούπης?; Salonicco, 11 aprile 1990) è un calciatore greco, difensore dell'Anagennīsī Deryneia.

## Carriera

### Club
Il 1º luglio 2018 viene acquistato a titolo definitivo dalla squadra bulgara del Vereja.